# エピクロエ・コエノフィアラ
エピクロエ・コエノフィアラ (Epichloë coenophiala) とはエピクロエ属真菌の一種である。オニウシノケグサの全身感染性かつ種子伝播性の植物内生真菌である。ウシノケグサ属牧草(フェスク)の中毒症状の原因菌である。この中毒症状は、エピクロエ・コエノフィアラに感染した牧草を食した畜産動物に発症する。症状には体重増加率の減少、体温の増加、妊娠率の低下、無乳症、体毛の荒れ、脂肪壊死症、尾と耳の垂れ下がり、歩行異常、乾性壊疽がある。ヒトにおける麦角虫症の症状と類似しているため、フェスク中毒の原因物質は麦角アルカロイド類、主にエピクロエ・コエノフィアラによって産生されるエルゴバリンであると考えられている。
一方で、エピクロエ・コエノフィアラは宿主の生長とストレス耐性を向上させる。このため、この真菌に感染したオニウシノケグサは生産性が高く、かつ生産コストが低い。中毒の危険があるにもかかわらず需要が高い。
エピクロエ・コエノフィアラの産生する麦角アルカロイド類は2種類に大別される；ロリンアルカロイド類と、ピロロピラジンアルカロイド類のペラミンである。ロリンアルカロイド類は害虫に対して致死性を、ペラミンは食害抑制の効果を持つ。エピクロエ・コエノフィアラに感染すると、宿主作物の旱魃耐性、窒素利用能、リンの蓄積、および病原性線虫への抵抗性が向上する 。
麦角アルカロイド類の産生を僅かしか、あるいは全く持たないエピクロエ・コエノフィアラ野生株も存在する。この野生株は家畜にとって無害である 。また、従来の菌株の利点も有する。この野生株を感染させたオニウシノケグサの新規品種が開発された。
エピクロエ・コエノフィアラは元々、アクレモニウム属に分類されていた。その後、無性世代の形態属であるネオティホディウム属に分類し直された。今日では、分子系統解析に基づいてエピクロエ属に分類されている 。エピクロエ・コエノフィアラは3種の祖先(E. festucae、E. typhina、および未知菌種)である。未知菌種はE. occultansの祖先でもある。